# Agon Channel
Agon Channel („agon“ albanisch für „es tagt/dämmert“) war ein privater Fernsehsender in Albanien, der auf Initiative des italienischen Unternehmers Francesco Becchetti am 5. April 2013 gegründet wurde.
Ab Dezember 2014 wurde das italienischsprachige Programm Agon Channel Italia ausgestrahlt. Um Kosten zu sparen, hatte Becchetti die Produktion dieses Senders für italienisches Publikum nach Tirana ausgelagert.
Am 10. Oktober 2015 wurde der Betrieb eingestellt, da der Sender hoch verschuldet und ein gerichtliches Verfahren wegen Geldwäsche und Betrug in Tirana aufgenommen worden war.